# Павлос Контидес
Павлос Контидес (Лимасол, 11. фебруар 1990) је кипарски једриличар који се такмичи у класи ласер. На Олимпијским играма у Лондону 2012. освојио је сребрну медаљу, прву олимпијску медаљу за Кипар. На Светском првенству 2013. био је сребрни. Учествовао је и на Олимпијским играма 2008. и 2016. када је на церемонији отварања носио заставу Кипра. Светски првак постао је 2017. у Сплиту.